# Колибаба, Владимир Лаврентьевич
Владимир Лаврентьевич Колибаба (8 ноября 1926, Криворожский округ — 9 сентября 2005) — советский и российский учёный в области горного дела, горный инженер, кандидат технических наук (1971). Лауреат Государственной премии Российской Федерации в области науки и техники (2001), премии Совета министров СССР, Государственной премии УССР в области науки и техники (1983).

## Биография
Родился 8 ноября 1926 года на территории нынешней Днепропетровской области.
В 1949 году окончил Криворожский горнорудный институт, горный инженер. Член КПСС.
С 1949 года направлен на работу в Лебяжинское рудоуправление треста «Уралруда» Минчермета СССР: начальник смены, участка, шахты «Эксплуатационная»; с 1956 года — главный инженер, затем — управляющий рудоуправления.
В 1961—1963 годах — заместитель директора Нижнетагильского комбината по горным предприятиям.
С 1963 года — директор института «Уралгипроруда». В 1971 году защитил диссертацию на соискание учёной степени кандидата технических наук. С 1971 года — директор института «Южгипроруда».
С 1980 года — главный инженер управления горного производства Минчермета СССР.
С 1987 года работал во Всесоюзном институте минерального сырья.
Умер 9 сентября 2005 года.

## Научная деятельность
Специалист в области горного дела. Автор более 230 научных трудов, в том числе 3 монографий, 15 изобретений и патентов. Соавтор работ по написанию монографии «Железорудная база России».
По его инициативе были начаты интенсивные исследования, направленные на разработку и внедрение в практику нового способа скважинной гидродобычи (СГД) глубокозалегающих богатых железных руд КМА. Автор патента на этот способ разработки с приоритетом от июня 1988 года. На созданном при непосредственном участии на Шемраевском участке опытно-промышленного рудника СГД в 1989—1994 годах впервые в мировой практике с глубины 700 метров по скважинам было поднято в пульпообразном состоянии на поверхность около 100 тысяч тонн богатой железной руды. По инициативе и под руководством были проведены многоплановые исследования по наиболее эффективному использованию богатых железных руд КМА для получения особо чистых суперконцентратов в бескоксовой и порошковой металлургии, производстве пигментов и других перспективных направлениях.

### Научные труды
- Железорудная база России / М.: Геоинфоммарк, 1998.

## Награды
- Государственная премия Российской Федерации в области науки и техники (2001) — за монографию «Железорудная база России» (соавторы: Орлов В. П., Голивкин Н. И., Дмитриев Н. А., Колибаба В. Л., Медведовский С. Я., Евстрахин В. А., Кассандров Э. Г., Веригин М. И.);
- Премия Совета Министров СССР;
- Государственная премия УССР в области науки и техники (13 декабря 1983) — за разработку и широкое промышленное внедрение прогрессивной циклично-поточной технологии на железорудных карьерах Кривбасса[1];
- Дважды орден Трудового Красного Знамени;
- Орден «Знак Почёта»;
- Знак «Шахтёрская слава» 1—3-й степеней;
- медали.